# Église de la Nativité-de-la-Sainte-Vierge de Malvières
L'église de la Nativité-de-la-Sainte-Vierge est un édifice situé à Malvières, en France.

## Localisation
L'église est située sur le territoire de la commune de Malvières, dans le département de la Haute-Loire, en région Auvergne-Rhône-Alpes.

## Description
L'édifice était la chapelle d'un prieuré appartenant à l'abbaye de la Chaise-Dieu. Elle apparaît comme un des prototypes les plus purs de l'architecture rurale des prieurés de la Chaise-Dieu. Le plan de l'édifice rappelle presque la croix grecque. Nef à deux travées précédant le chœur composé d'une abside pentagonale. À l'intérieur, les remplages tréflés du chœur évoquent l'abbaye mère.

## Historique
L'église est classée  au titre des monuments historiques par arrêté du 6 novembre 1969.

## Galerie

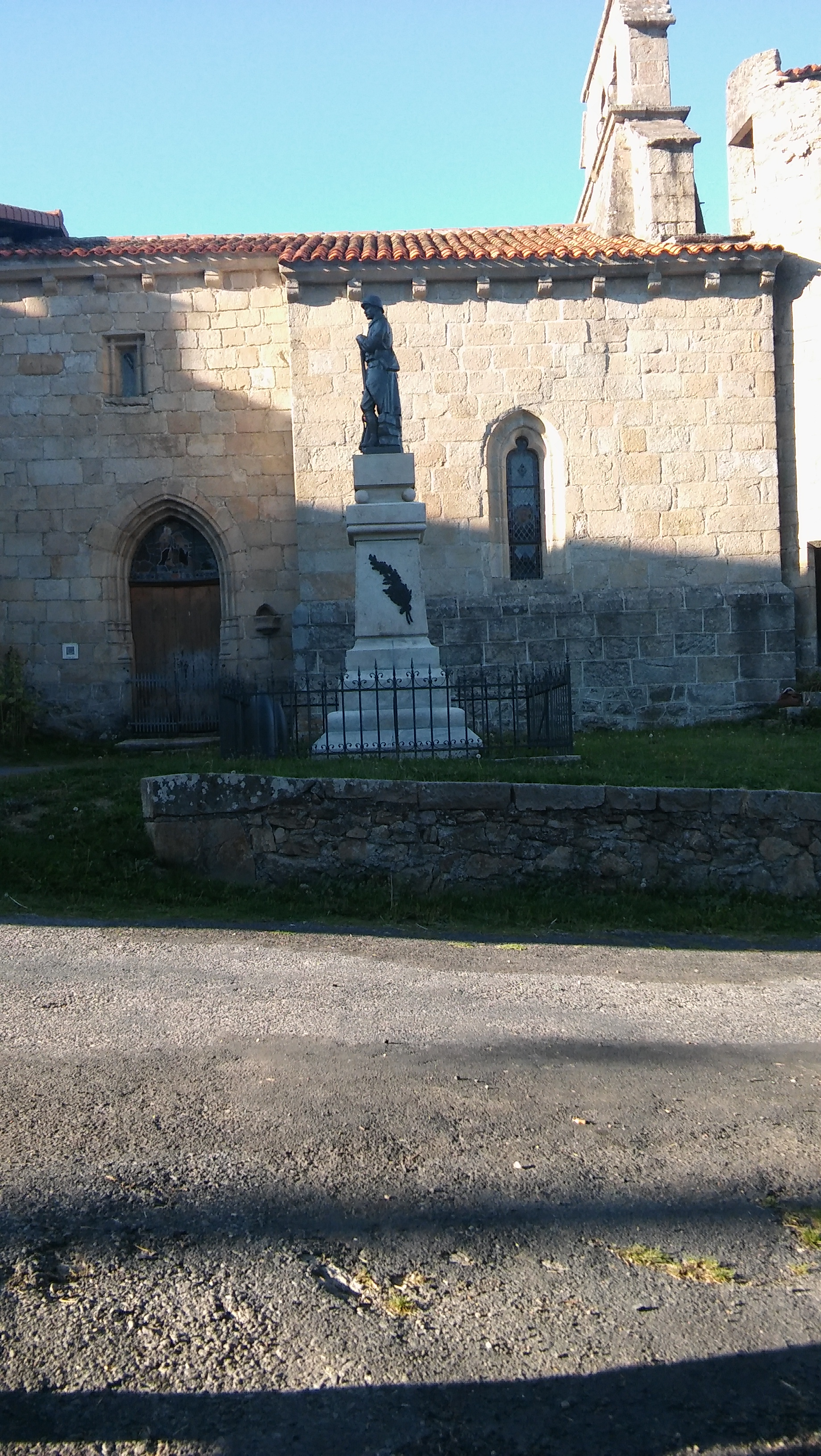